# 猪熊弦一郎

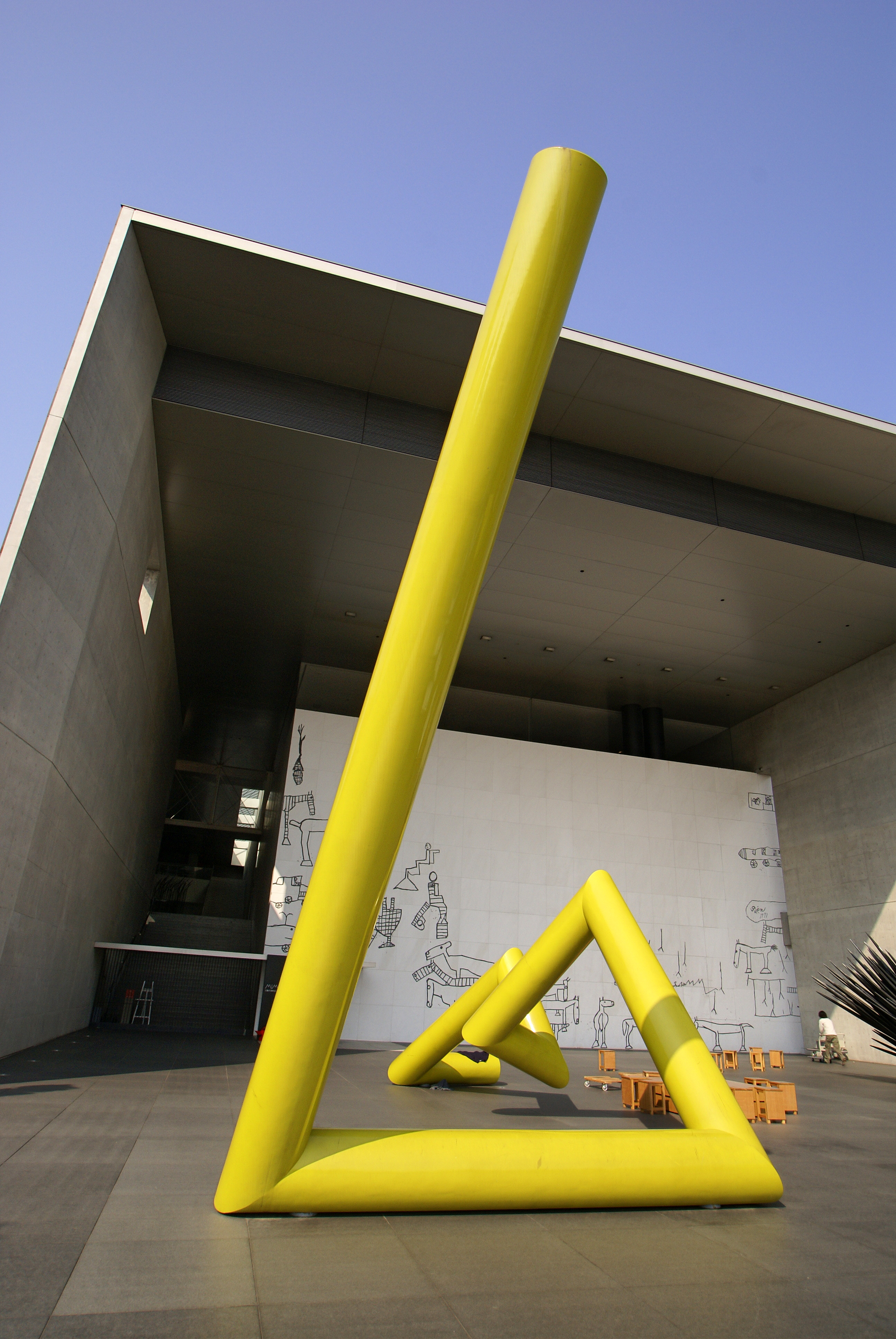
猪熊弦一郎現代美術館

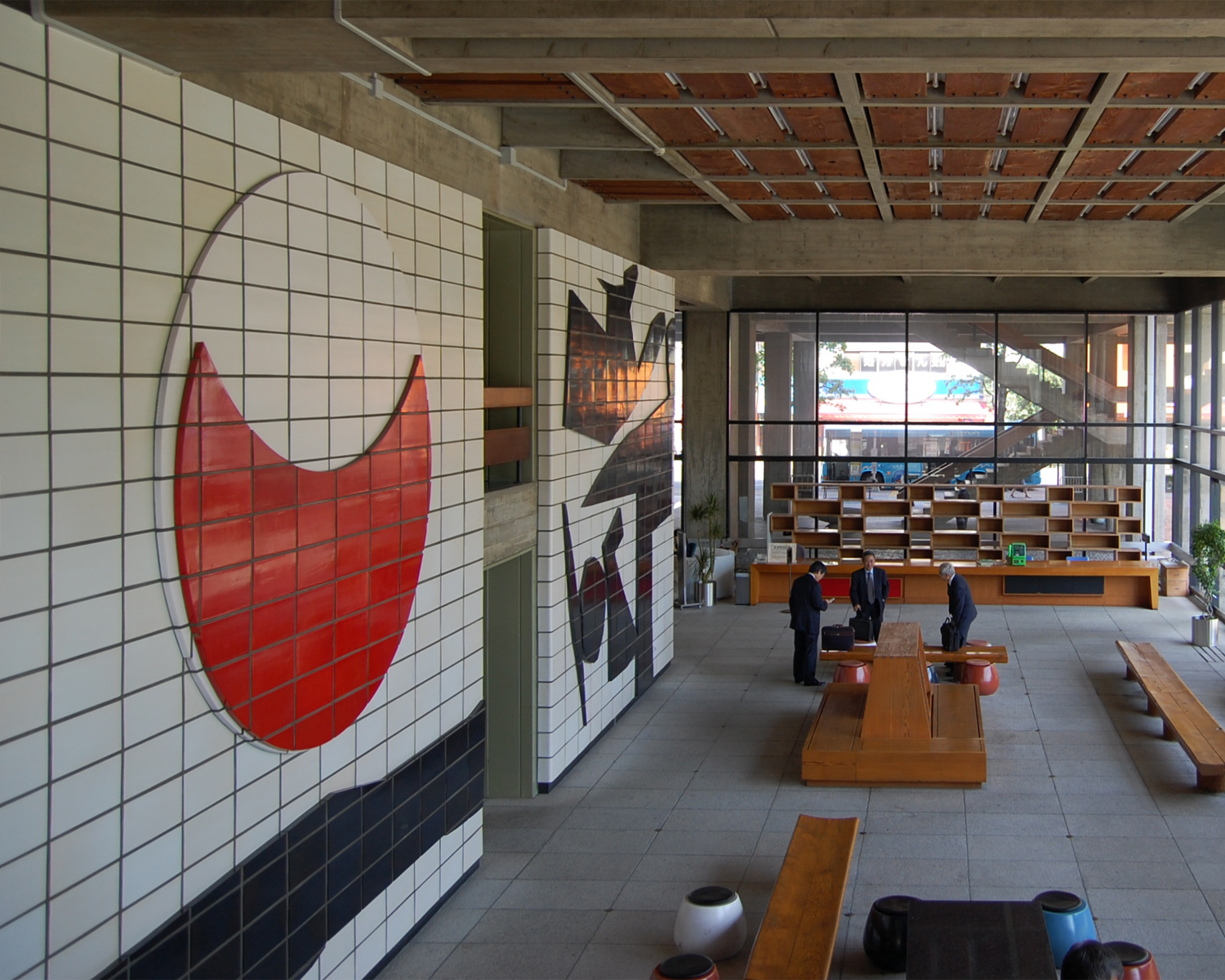
香川県庁舎の壁画（写真左）

猪熊 弦一郎（いのくま げんいちろう、1902年〈明治35年〉12月14日 - 1993年〈平成5年〉5月17日）は、昭和期の洋画家。新制作協会創立会員。
「絵を描くには勇気がいる」とよく口にし、新しいものへ挑戦し続けた彼の画業は多くの人の心を捉えている。
丸亀市にある猪熊弦一郎現代美術館（設計：谷口吉生）には、猪熊の作品が常設展示されている。建築家・丹下健三が設計した香川県庁舎の壁画は、猪熊の作である。

## 略歴
- 1902年 - 香川県高松市に生まれ、丸亀市に転居。丸亀東幼稚園、城北小学校に通う[1]。小学校の時から絵がうまく、学校の美術の授業で教師の代わりをする事もあった。
- 1921年 - 旧制丸亀中学校（現・香川県立丸亀高等学校）卒業[2]。
- 1922年 - 東京美術学校（現・東京芸術大学）洋画科に入学し、藤島武二に師事する。のちに同学校を中退[3]。
- 1926年 - 「婦人像」で帝展初入選を果たす。その後、「座像」で特選に選ばれるなどし、帝展無鑑査となる。
- 1936年 - 帝展改組をきっかけに小磯良平、脇田和らと新制作派協会を設立する[4]。
- 1938年 - フランスに移り、アンリ・マティスの指導を受ける。この時、マティスに自分の絵の批評を請うと「お前の絵はうますぎる」と言われ、これを自分の画風が出来ていないと捉えて愕然とする。以来、自らの画風を模索する歳月を過ごすが、マティスの影響からなかなか抜け出せなかった。
- 1940年 - 第二次世界大戦が勃発し、最後の避難船となった白山丸で帰国[5]する。
- 1941年 - 中国に文化視察として派遣され、その後もフィリピン(1942年)、ビルマ(1943年)に従軍画家として戦地へ赴いた[3]。
- 1944年 - 陸軍美術展で戦争画の「◯◯方面鉄道建設」を発表[3]。
- 終戦後、田園調布純粋美術研究室を発足し、後進の指導にあたる。
- 1950年 - 白地に赤で有名な三越の包装紙「華ひらく」のデザインを行い（このデザイン画を受け取りに赴いたのが当時三越に勤務していたやなせたかしである）、当時としては破格の報酬でも話題となった。
- 1951年 - 上野駅に壁画「自由」を完成[6]。また、慶應義塾大学大学ホールの壁画「デモクラシー」と名古屋丸栄ホテルホール壁画「愛の誕生」で、第2回毎日美術賞を受賞[7]する。
- 1955年 - 活動の拠点をニューヨークに移す。この時期から画風は一気に抽象の世界に移っていった。また、この時期は、マーク・ロスコ、イサム・ノグチ、ジョン・ケージ、ジャスパー・ジョーンズなどさまざまな著名人と交友関係を深めたことでも知られる。
- 1973年 - 脳血栓で倒れてニューヨークを離れ、1975年からは温暖なハワイで毎年冬をすごしながら創作活動を続けた。
- 1980年 - 勲三等瑞宝章を受章する[1][3]。
- 1991年 - 丸亀市名誉市民[1][3]。丸亀市猪熊弦一郎現代美術館開館。
- 1993年 - 「祝90祭猪熊弦一郎展」で第34回毎日芸術賞を受賞する[8]。同年 逝去[1]。90歳没。墓所は所沢市所沢聖地霊園。

## 主な作品
- 『猪熊弦一郎のおもちゃ箱』小学館、新版2018年
- 『マチスのみかた』作品社、2023年

### 書籍装幀
- 『仮面の告白』（三島由紀夫著）（河出書房、1949年）
- 『純白の夜』（三島由紀夫著）（河出書房、1955年）

### 鉄道建築
- 東京地下鉄半蔵門線三越前駅壁画デザインパネル「21世紀をめざす創造の街」（1989年）